# Doopsgezinde pastorie (Noordbroek)
De voormalige doopsgezinde pastorie in de Groningse plaats Noordbroek was het woonhuis van de predikant van de Doopsgezinde Gemeente aldaar.

## Beschrijving

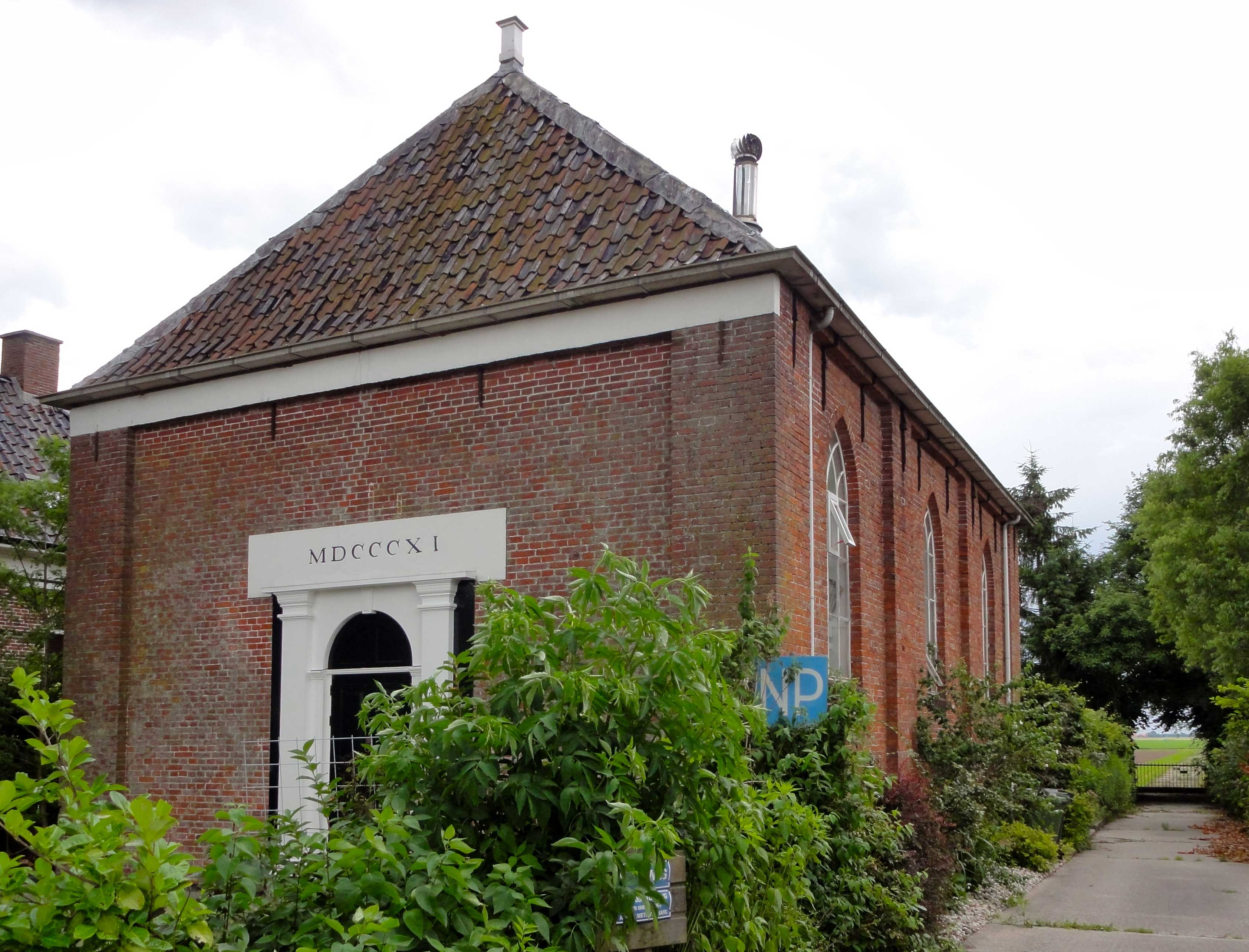
Het kerkgebouw van de voormalige doopsgezinde gemeente van Noordbroek naast de pastorie

Naast de in 1811 gebouwde doopsgezinde kerk van Noordbroek werd in 1842 - tijdens het predikantschap van Jacob Bodisco - een pastorie gebouwd. De bouw van de pastorie werd gefinancierd uit vrijwillige bijdragen van de predikant van de gemeenteleden. De woning bestaat uit een bouwlaag onder een zadeldak. Op het dak staan hoekschoorstenen. De voorgevel aan de westzijde is symmetrisch vormgegeven. De entree van de woning is, evenals de entree van het voormalige kerkgebouw, omlijst. Ter weerszijden van de entree bevinden zich twee grote H-vensters. Aan de noordzijde van de woning is een tweede toegangsdeur, voorzien van een stenen stoepje met twee treden, aangebracht. Rechts van deze zijdeur bevinden zich twee H-vensters en links ervan vier H-vensters. Aan de achterzijde van de woning is een aanbouw aangebracht. Zowel het voormalige kerkgebouw als de voormalige pastorie zijn erkend als rijksmonument. De voormalige pastorie heeft, naar het oordeel van de Rijksdienst voor het Cultureel Erfgoed, een zeer hoge cultuurhistorische waarde. De kerk vervult sinds 1950 geen religieuze functie meer.